# Жизньмарт
Жизньмарт — международная российская сеть продуктовых магазинов «у дома», работающая по системе франчайзинга.

## История
Первый магазин «Жизньмарт» был открыт в 2019 году как стартап в продуктовой сфере. До этого, по словам основателя, торговая сеть изначально должна была продавать готовые наборы для готовки блюд, однако данная модель провалилась, вынудив изменить концепцию на супермаркет, где будут продаваться уже готовые продукты, лучшие, по мнению самой сети, среди своей категории товаров. Так, считалось Зайченко, эта схема позволит потенциальным клиентам значимо экономить время, и тем самым создаст особую нишу среди продуктовых магазинов — супермаркетов-кафе.
В 2020 году принято решение основать второй формат, который назвали мини (ООО «Не поешь толком — будешь волком»). Точки небольшой площадью работают для аудиторий торговых и бизнес-центров, ВУЗов, и крупных пешеходных потоков. В ассортименте — самые ходовые блюда и напитки из ассортимента бренда.
После первичного успеха в марте 2020 года было сообщено о том, что далее сеть будет развиваться по системе франчейзинга, и уже к концу года было открыто 6 магазинов по данной схеме. Значимой причиной успеха можно назвать создание системы доставки во время пандемии, из-за чего около 25 % всей выручки в 2020 году составляла доставка. Даже после пандемии доставка занимает значимую нишу среди всех продаж, так, в Челябинске в среднем 30 % всех продаж приходится на доставку.

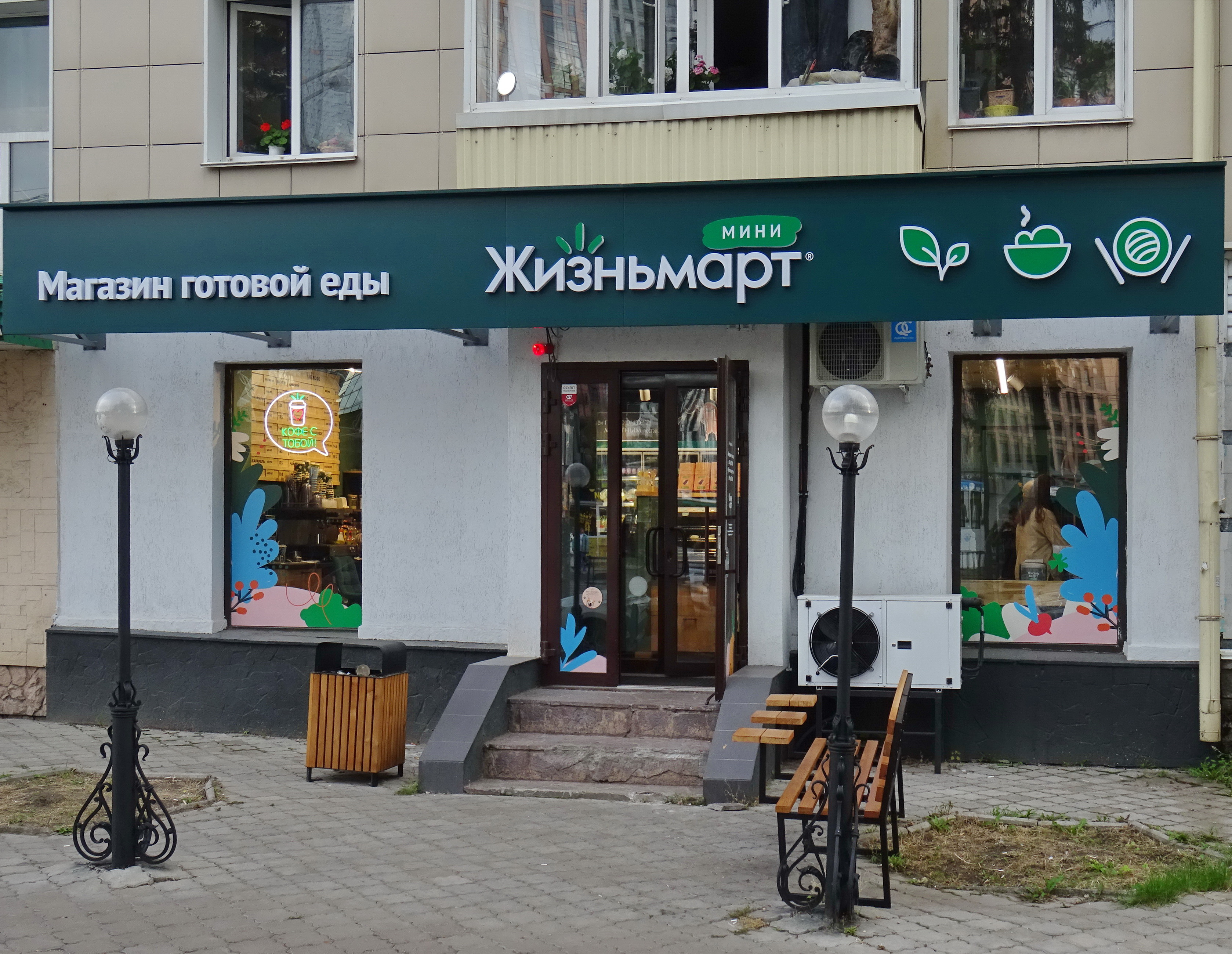
Магазин формата «Жизньмарт мини» в Уфе

В 2022 году сеть начала экспансию в другие регионы России. Так, в августе 2022 года были открыты магазины в Челябинске и Тюмени, в октябре — в Верхней Пышме и Санкт-Петербурге, в декабре — в Нижнем Тагиле и Первоуральске, Уфе. В марте 2023 года был открыт 100-й магазин, и сеть окончательно закрепилась в девяти городах России (без учёта Екатеринбурга в восьми). 9 сентября 2023 года был открыт магазин в Магнитогорске. По сообщению представителей компании, в 2023 году планируется открыть от 50 до 100 магазинов в Санкт-Петербурге, выйти на московский рынок, подготовиться к открытию магазина в Дубае. В стратегии развития от 2022—2023 годов, планировалось к 2027 году открыть около 3700 магазинов.
В начале 2024 года, был открыт первый магазин вне РФ, в ОАЭ.
16 июля 2024 года «Жизньмарт» расширил свою географию и открылся в третьей стране — Казахстане.

## Список генеральных директоров
| Имя                              | Период                      | Материнская компания                                            |
| -------------------------------- | --------------------------- | --------------------------------------------------------------- |
| Ролина Екатерина Олеговна        | август 2023 — н. в.         | ООО «Кушать надо вкусно и полезно, а не как сейчас в магазинах» |
| Матвеев Андрей Андреевич         | январь 2022 — август 2023   | ООО «Кушать надо вкусно и полезно, а не как сейчас в магазинах» |
| Третьяков Сергей Вячеславович    | август 2021 — январь 2022   | ООО «Кушать надо вкусно и полезно, а не как сейчас в магазинах» |
| Грамотеева Евгения Александровна | май 2021 года — январь 2022 | ООО «Кушать надо вкусно и полезно, а не как сейчас в магазинах» |
| Архипов Денис Александрович      | июль 2024 года — н. в.      | ООО «Не поешь толком — будешь волком»                           |

## Деятельность
Как сообщает «Жизньмарт», их сеть ориентируется на лучшие товары в своих категориях, и к 2021 году у сети было около 1000 SKU, из которых около 85 % — товары собственной торговой марки. Отдельным пунктом сеть выделяет тот факт, что для управления своим бизнесом, те используют собственную экосистему и IT-технологии. Ввиду этого сеть и получила такой быстрый рост даже в условиях пандемии. В 2022 году «Жизньмарт» сообщил о том, что уже 95% всех товаров начали выходить под собственным брендом.
Торговая сеть обладает двумя типами магазинов — большой формат (магазин продуктов, сервис доставки, готовая еда, зона кафе и пункт самовывоза) и миниформат (готовая еда, зона кафе и самовывоз).
В работе компания руководствуется следующими ценностями:
1. «Быстро, вкусно и недорого» — ориентация на предоставление покупателям готовых решений по доступным ценам, сочетая скорость обслуживания, широкий ассортимент и оптимальное соотношение стоимости и качества.
2. «Качество — самое главное» — приоритетным направлением компании является обеспечение высокого уровня качества продукции, что достигается за счёт отбора поставщиков, проверки составов товаров и постоянного контроля производственных процессов.
3. «Предприниматель-партнер во главе каждого магазина и отдела» — каждый магазин сети управляется партнёром, что обеспечивает высокий уровень вовлечённости предпринимателей в работу компании и адаптацию бизнеса к местным потребностям.
4. «Сотрудники и покупатели — источник вдохновения и идей для улучшений» — сеть учитывает предложения и отзывы покупателей и персонала для постоянного совершенствования ассортимента и сервисов.
5. «Локальные поставщики и чистые составы» — предпочтение отдаётся местным поставщикам, что способствует развитию региональных производителей и сокращению логистических издержек.
6. «Автоматизация работающих процессов» — автоматизация внедряется только в случае её эффективности и соответствия реальным потребностям сети[21].

### Показатели деятельности
| Ключевые показатели торговой сети | Ключевые показатели торговой сети | Ключевые показатели торговой сети | Ключевые показатели торговой сети | Ключевые показатели торговой сети | Ключевые показатели торговой сети |
| Показатель / Год                  | 2019                              | 2020                              | 2021                              | 2022                              | 2023                              |
| --------------------------------- | --------------------------------- | --------------------------------- | --------------------------------- | --------------------------------- | --------------------------------- |
| Количество супермаркетов          | 1                                 | ▲9                                | ▲21                               | ▲94                               | ▲231                              |
| Оборот, млрд руб.                 | 0.006                             | ▲0.038                            | ▲0.122                            | ▲2.9                              | ???                               |

## Критика
В 2019 году сеть магазинов попала в скандал, вызванная проверкой Роспотребнадзора из-за жалобы о раздаче просроченной продукции бесплатно. По итогу проверки, согласно E1.ru, были найдены нарушения государственных стандартов по обороту пищевой продукции, однако Роспотребнадзор отказался как-либо уточнять редакции суть нарушений.
Сеть получила несколько номинаций и побед в «Народных премиях E1.ru», где в 2021 году «Жизньмарт» стал победителем в номинации «Супермаркет года», а в 2022 году — «Социально ответственный бизнес года».
В мае 2024 года жители Екатеринбурга массово отравились после покупки еды в  сети «Жизньмарт». В Роспотребнадзоре сообщили, что с 16 мая поступило 18 жалоб на заболевания острой кишечной инфекцией. Причем вирусы разные: сальмонелла, ротавирус и норовирус. В самом «Жизньмарт» в беседе с Е1.RU сообщили, что сняли продукцию с продажи, как только к ним обратился Роспотребнадзор. Также компания заплатит пострадавшим по 1 млн рублей, если люди действительно отравились продуктами поставщика компании.
С конца декабря 2024 года закрылось 25 магазинов продуктовой сети «ЖизньМарт» в Екатеринбурге, Челябинске, Тюмени, Санкт-Петербурге и Новосибирске. Основной причиной закрытия части точек стало несовпадение ожиданий партнёров по срокам окупаемости с реальностью.